# جيمس هيرست (لاعب كرة قاعدة)
جيمس هيرست (بالإنجليزية: James Hurst)‏ هو لاعب كرة قاعدة أمريكي، ولد في 1 يونيو 1967 في بلانتيشن في الولايات المتحدة.

## وصلات خارجية
- جيمس هيرست على موقعبيزبول رفرنس.كوم (الدوري الرئيسي) (الإنجليزية)
- جيمس هيرست على موقعبيزبول رفرنس.كوم (الدوري الثانوي) (الإنجليزية)